# روی کرومات
کرومات روی (به انگلیسی: Zinc chromate) با فرمول شیمیایی ZnCrO4 یک ترکیب شیمیایی با شناسه پاب‌کم 26089 است. که جرم مولی آن 181.403 g/mol می‌باشد. شکل ظاهری این ترکیب، زرد-بلورهای سبز است.